# Pitkäsuo
Pitkäsuo este o arie protejată (arie specială de conservare — SAC, sit de importanță comunitară — SCI) din Finlanda întinsă pe o suprafață de 448 ha, integral pe uscat.

## Localizare
Centrul sitului Pitkäsuo este situat la coordonatele 61°38′33″N 22°16′33″E / 61.6425°N 22.2758°E.

## Înființare
Situl Pitkäsuo a fost declarat sit de importanță comunitară în august 1998 pentru a proteja un număr necunoscut de specii din flora spontană și fauna sălbatică aflate în arealul zonei. Situl a fost protejat și ca arie specială de conservare în aprilie 2015.

## Biodiversitate
Situată în ecoregiunea boreală, aria protejată conține 4 habitate naturale: Taiga vestică, Lacuri și iazuri distrofice naturale, Mlaștini împădurite, Turbării active.
La baza desemnării sitului se află un număr nedeclarat de specii protejate.